# Doryopteris decora
Doryopteris decora är en kantbräkenväxtart som beskrevs av Brackenr. Doryopteris decora ingår i släktet Doryopteris och familjen Pteridaceae. Inga underarter finns listade.